# جانيت هولم
جانيت هولم (بالإنجليزية: Janet Holm)‏ هي مؤرخة نيوزيلندية، ولدت في 1923، وتوفيت في 14 يوليو 2018.